# Crkva sv. Marije Magdalene u Donjoj Kupčini
Crkva sv. Marije Magdalene je crkva u naselju Donja Kupčina koje je u sastavu općine Pisarovina, zaštićeno kulturno dobro.

## Opis dobra
Crkva sagrađena 1749. godine ima kasnobarokni karakter, što se očituje u centralnoj tlocrtnoj dispoziciji četverolista formiranog tlocrtno kvadratnim brodom s pridruženim plitkim bočnim kapelama, konkavnim suženjem prema svetištu te prostorom pjevališta. Naglasak u unutrašnjosti stavljen je na centralan prostor broda nadvišen kupolastim svodom oslikanim krajem devetnaestog stoljeća figuralnim prikazima svetaca i ornamentalnim motivima, uz što su vidljivi tragovi oslika na svođenim bočnim kapelama. Na glavnom pročelju je zvonik. Inventar je iz 18. i 19. stoljeća.

## Zaštita
Pod oznakom Z-2353 zavedena je kao nepokretno kulturno dobro – pojedinačno, pravna statusa zaštićena kulturnog dobra, klasificirano kao "sakralna graditeljska baština".